# 日本とアラブ首長国連邦の関係
日本とアラブ首長国連邦の関係（にほんとアラブしゅちょうこくれんぽうのかんけい、アラビア語: العلاقات بين الإمارات العربية المتحدة واليابان、英語: Japan–United Arab Emirates relations）では、日本とアラブ首長国連邦（UAE）との関係について記述する。日本は1971年にUAEの独立を承認した。

## 両国概要[1]
|             | アラブ首長国連邦                       | 日本                                  |
| ----------- | -------------------------------------- | ------------------------------------- |
| 人口        | 977万人(2019年)                        | 1億2581万人                           |
| 面積        | 83,600 km²                             | 377,955 km²                           |
| 人口密度    | 約116.8人                              | 約332.9人                             |
| 首都        | アブダビ                               | 東京                                  |
| 最大都市    | ドバイ                                 | 東京                                  |
| 国家体制    | 連邦制・絶対君主制                     | 単一国家・立憲君主制・議院内閣制      |
| 公用語      | アラビア語                             | 日本語（事実上）                      |
| 宗教        | イスラム教・その他                     | 神道・仏教・キリスト教・その他        |
| 民族        | アラブ人                               | 日本人・アイヌその他                  |
| 通貨        | UAEディルハム                          | 円                                    |
| GDP（名目） | 約4211億ドル（一人あたり約43,103ドル） | 5兆8800億ドル (1人当たり46,827米ドル) |

## 歴史
1971年にアブダビ、ドバイ、シャールジャ、アジュマーン、ウンム・アル＝カイワイン、フジャイラの各首長国が集合して、連邦を建国。また、 翌1972年、ラアス・アル＝ハイマが加入して、現在の7首長国による連邦の体制を確立した。
日本は1971年に独立を承認した。それに先立つ1968年に日本鉱業、丸善石油、大協石油の3社が合弁でアブダビ石油株式会社を設立。これは今も3社の後継企業を株主として存続している。

## 在外公館

### 駐日アラブ首長国連邦大使館
- 住所: 東京都目黒区下目黒一丁目8-1 アルコタワー7階